# Sagine antarctique
Colobanthus quitensis
Espèce
Classification APG III (2009)
La Sagine antarctique (Colobanthus quitensis) est une espèce de plantes à fleurs de la famille des  Caryophyllaceae. Ce sont des plantes herbacées, poussant en coussinet, qui supportent très bien le froid et la haute altitude (jusqu'à 3 400 m). L'espèce se trouve du Mexique à l'Antarctique. C'est avec la Canche antarctique (Deschampsia antarctica), l'une des deux espèces de plantes vasculaires présentes en Antarctique.  Ces deux espèces ont réussi à coloniser le littoral antarctique durant l'Holocène. La Sagine antarctique n'est présente qu'à proximité de l'océan Austral, des îles subantarctiques, mais aussi en Géorgie du Sud, aux îles Malouines et en terre andine jusqu'au 10° Sud.
Composée en touffe serrée, la sagine antarctique possède des feuilles de 20 mm de long. Ses fleurs solitaires et terminales se composent de cinq sépales subulés.

## Taxinomie

### Synonymes
Selon The Plant List (28 avril 2019) :
- Colobanthus alatus Pax
- Colobanthus billardieri Fenzl
- Colobanthus cherlerioides Hook.f.
- Colobanthus crassifolius (dʼUrv.) Hook. f.[6]
- Colobanthus maclovianus Gand.
- Colobanthus quitensis var. alatus Hosseus
- Colobanthus saginoides Bartl.
- Sagina crassifolia d'Urv.
- Sagina crassifolia dʼUrv.[6]
- Sagina magellanica Willd. ex F.Phil.
- Sagina quitensis Kunth
- Spergula affinis Hook.

## Liste des variétés
Selon Tropicos (28 avril 2019) (Attention liste brute contenant possiblement des synonymes) :
- Colobanthus quitensis var. alatus Hosseus
- Colobanthus quitensis var. brevifolius (Engl.) Mart. Crov.l.